# 所轄魂
『所轄魂』（しょかつだましい）は、笹本稜平の小説のシリーズ。徳間書店より2012年1月から2018年10月まで刊行された。シリーズ全5作。2015年、テレビドラマ化された。

## あらすじ
所轄署の刑事・葛木邦彦と、息子でキャリア警視の葛木俊史が、様々な事件を追う。

## 書誌情報
1. 『所轄魂』
  - 初出：『問題小説』2010年7月号 - 2011年7月号
  - 単行本：徳間書店、2012年1月、ISBN 978-4-19-863321-9
  - 文庫本：徳間文庫、2014年6月、ISBN 978-4-19-893841-3
2. 『失踪都市 所轄魂』
  - 初出：『読楽』2012年6月号 - 2013年7月号
  - 単行本：徳間書店、2014年7月、ISBN 978-4-19-863823-8
  - 文庫本：徳間文庫、2017年5月、ISBN 978-4-19-894231-1
3. 『強襲 所轄魂』
  - 初出：『読楽』2013年12月号 - 2014年12月号
  - 単行本：徳間書店、2015年7月、ISBN 978-4-19-863970-9
  - 文庫本：徳間文庫、2018年6月、ISBN 978-4-19-894356-1
4. 『危険領域 所轄魂』
  - 初出：『読楽』2015年6月号 - 2016年6月号
  - 単行本：徳間書店、2017年6月、ISBN 978-4-19-864416-1
  - 文庫本：徳間文庫、2019年7月、ISBN 978-4-19-894481-0
5. 『最終標的 所轄魂』
  - 初出：『読楽』2017年3月号 - 2018年3月号
  - 単行本：徳間書店、2018年10月、ISBN 978-4-19-864701-8
  - 文庫本：徳間文庫、2022年5月、ISBN 978-4-19-894673-9

## テレビドラマ
2015年9月20日（日曜日）21:00 - 23:10にテレビ朝日系列「日曜エンターテインメント」枠で放送されたテレビドラマ。

### あらすじ
父は所轄署の刑事、息子はキャリアの警視。
その息子が警視庁捜査一課の管理官として、父の所轄署管内で起きた殺人事件の捜査本部を仕切ることに。
所轄の刑事たちと本庁から乗り込んできた一課の刑事たちは激しく対立、容疑者が絞りこめない中、第二、第三の犠牲者が出る。

### キャスト
所轄署
- 葛木邦彦：時任三郎
- 池田真美子：内山理名
- 坂下裕二：宇梶剛士
- 山井清昭：松尾諭
- 大原直隆：笹野高史

捜査一課
- 葛木俊史：田中圭
- 渋井和夫：長谷川初範
- 大林：内野智
- 倉橋：波岡一喜
- 清水：馬場徹
- 山岡宗男：佐野史郎

その他
- 葛木由梨子（俊史の妻）：黒川芽以
- 葛木佐知子（邦彦の妻・俊史の母）：手塚理美
- 大前田五郎：泉谷しげる
- 幸田正徳：金井勇太
- マリア・ナガハラ：かでなれおん
- 北原隆：趙珉和
- 大月秀幸、坂田雅彦、鈴木一功、兎本有紀、西崎あや、松尾由美子　ほか

### スタッフ
- 原作：笹本稜平「所轄魂」（徳間書店・刊）
- 脚本：尾西兼一
- 監督：藤岡浩二郎
- 音楽：吉川清之、奈良悠樹
- 警察監修：倉科孝靖
- 技斗：岡けんじ
- 技術協力：アップサイド、サウンドライズ、照太郎
- 仕上協力：東映ラボ・テック、東映デジタルラボ、グレートインターナショナル
- 美術協力：東京美工、紀和美建、高津装飾美術
- ヘアメイク：マービィ
- 衣装：東京衣裳
- ゼネラルプロデューサー：黒田徹也（テレビ朝日）
- プロデューサー：大江達樹（テレビ朝日）、目黒正之（東映）
- 制作：テレビ朝日、東映